# Lomonósov (ciudad)
Lomonósov (en ruso: Ломоно́сов, hasta 1948 Oranienbaum «Ораниенба́ум») es una ciudad del óblast de Leningrado, en Rusia. Es el centro administrativo del raión de Petrodvortsovy, y se encuentra bajo jurisdicción de la ciudad de San Petersburgo, 40 km al occidente de esta. Está situada en la costa sur del Golfo de Finlandia. Es el sitio de un complejo compuesto por un parque y un palacio del siglo XVIII (Oranienbaum). El palacio es el único de los famosos palacios vecinos a San Peterburgo que no fue capturado por los alemanes durante la Segunda Guerra Mundial.
El conjunto de palacio y parque Oranienbaum, así como su centro histórico de Lomonósov, forman parte, con el código 540-017, del lugar Patrimonio de la Humanidad llamado «Centro histórico de San Petersburgo y conjuntos monumentales anexos».

## Etimología
El nombre original de la ciudad es Oranienbaum, que significa "naranjo" en alemán (en alemán moderno, la palabra es Orangenbaum). Fue inicialmente aplicada al complejo palaciego, que tenía invernaderos para plantas exóticas. Su nombre actual honra al científico, poeta y vidriero Mijaíl Lomonósov. En 1754, Lomonósov fundó una factoría de vidrio coloreado, en la villa de Ust-Rúditsa.

## Transporte
Se puede llegar a Lomonósov vía tren suburbano desde la Terminal de Tren Báltica hasta la Estación de Oranienbaum.

## Personajes famosos
- Ígor Stravinski (1882 - 1971), célebre compositor.

## Demografía
| Gráfica de evolución de Lomonósov entre 1784 y 2020 |
|                                                     |